# De Cock en het lijk aan de Amstel
De Cock en het lijk aan de Amstel is het vijfenzeventigste deel van de Nederlandse detectiveserie De Cock. Peter Römer bewerkte de scripts van de televisieserie en dit keer van de aflevering 38 uit 1998 "De Cock en de moord in de politiek" en de aflevering 66 uit 2000 "De Cock en de bedrogen moordenaar". De auteur verplaatste de problematiek naar 2014 en knoopte de twee afleveringen aan elkaar, waarbij de oude scripts iets moesten veranderen. Rechercheur de Cock hanteert zijn mobiele telefoon en heeft een redelijke verstandhouding met zijn chef Buitendam.

## Verhaal
Als de aan lager wal geraakte journalist Gerrit Koedoder bij de Amstel dood wordt aangetroffen met messteken in de buik, wordt rechercheur De Cock samen met zijn collega Dick Vledder op de zaak gezet. De Cock ontdekt een verband met de moord op de bekende Amsterdamse politicus Frits Zoomers, die op last van Justitie wordt onderzocht door de Nationale Recherche.
De Cock was zelf altijd al voorstander van een Nationale Recherche. Hij realiseert zich dat het onderzoek op de leider van Ons Mokum een lastige is met de hijgende pers in je nek en zenuwachtige politici die hopen dat het geen politieke moord is. De Cock en Vledder zijn wel als eerste op de plaats delict en Dick Vledder stelt de inhoud van de prullenbak veilig. Maar ze dragen het onderzoek over aan een aardige oud collega van de Warmoesstraat, Johan van Dongen. Tijdens het onderzoek laat laatstgenoemde De Cock bovendien zijn eigen eigenwijze gang gaan en ze nemen af en toe zelfs contact met elkaar op.
De Cock ontdekt banden tussen de dode journalist, getuige Carel Stam en de wethouder van Ons Mokum, de partij van de dode Frits Zoomers. Ze waren alle drie lid van een studentendispuut en destijds twintig jaar geleden verantwoordelijk voor de dood bij een ontgroening van een eerstejaarsstudent. Uit het hoofd van Frits wordt een Action 3 kogel gepeuterd, die bijna standaard is verbonden met het Walther P5 dienstpistool van de recherche. De Cock onderzoekt nu op het randje van zijn opdracht een oud collega van de Warmoesstraat, de opa van Frits Zoomers. Deze Berend Zoomers heeft na de dood van zijn zoon zijn destijds vijfjarig kleinkind Frits opgevoed en het blijkt dat de verhouding tussen opa en kleinzoon nooit goed was.
Getuige Carel Stam doet intussen een mislukte zelfmoordpoging en raakt in coma. Berend Zoomers overlijdt plotseling aan een bekend aneurysma.De Cock brengt de wethouder steeds verder in het nauw. Maar uiteindelijk bewijst De Cock dat Carel Gerrit heeft gedood. Commissaris Buitendam is in zijn nopjes dat zijn rechercheur de Amsterdamse wethouder uit een netelig pakket heeft gered, doordat de foto’s waarmee hij werd gechanteerd naar de moordenaar leidde. Ook de moord op Frits Zoomers lijkt opgelost; zijn opa’s pistool heeft geschoten.
Johan van Dongen neemt de uitnodiging aan voor een nabespreking bij De Cock thuis en krijgt uitgelegd hoe de vork exact in de steel steekt. De Cock legt hem uit hoe de wethouder aan de Walter P5 kwam en zijn partijleider doodschoot. Johan gaat met de eer strijken. Mevrouw De Cock protesteert maar Jurre is blij dat hij de nagedachtenis van zijn collega Beerend Zoomers discreet heeft gezuiverd.